# Madatyphlops calabresii
Espèce
Synonymes
- Typhlops cuneirostris calabresii Gans & Laurent, 1965
- Typhlops calabresii Gans & Laurent, 1965
- Afrotyphlops calabresii (Gans & Laurent, 1965)

Madatyphlops calabresii est une espèce de serpents de la famille des Typhlopidae. 

## Répartition
Cette espèce se rencontre dans le nord-ouest de la Somalie, en Éthiopie et dans l'est du Kenya entre 200 et 1 065 m d'altitude.

## Étymologie
Cette espèce est nommée en l'honneur d'Enrica Calabresi.

## Publication originale
- Gans, Laurent & Pandit, 1965 : Notes on a herpetological collection from the Somali Republic. Annales du Musée Royal de l'Afrique Centrale, Série in Octavo, Science Zoologique, Tervuren, vol. 134, p. 1-93.